# Danielle Carter
Danielle Carter es una davantera de futbol internacional amb Anglaterra des del 2015. Va marcar un hat-trick al seu debut, contra Estònia.
Va marcar el gol de la victòria a la final de la Copa d'Anglaterra 2015/16 (Arsenal 1-0 Chelsea).

## Trajectòria
| Temporades     | Club            | Títols                                    | Selecció (fases finals) |
| -------------- | --------------- | ----------------------------------------- | --- |
|                | Leyton Orient 0 |                                           | Eurocopa sub-17 2008 (4t lloc) — 0 gols Mundial sub-17 2008 (4t lloc) — 6 partits, 2 gols                                              |
| 09/10 - act. 0 | Arsenal FC 0    | 3 Lligues, 4 Copes, 4 Copes de la Lliga 0 | Mundial sub-20 2010 (1a fase) — 3 partits, 0 gols Eurocopa sub-19 2012 (1a fase) — 1 partit, 0 gols Universiada 2013 (campió) — 4 gols |